# Роменский, Антон Петрович
Антон Петрович Роменский (1925 — 1992) — советский гвардии старший сержант, командир миномётного отделения 176-го гвардейского стрелкового полка. 59-й гвардейской стрелковой дивизии, 46-й армии, 3-го Украинского фронта. Полный кавалер Ордена Славы.

## Биография
Родился 20 декабря 1925 года в посёлке Кирово, Донецкой области  в рабочей семье, окончил восемь классов.
С 1943 года призван в ряды РККА и после прохождения военной подготовки в запасном полку направлен в действующую армию — стрелок и командир миномётного отделения 176-го гвардейского стрелкового полка. 59-й гвардейской стрелковой дивизии, 46-й армии воевал на 3-м Украинском фронте.
8 апреля 1944 года стрелок, гвардии рядовой А. П. Роменский находясь в боевом охранении у железно-дорожной станции Выгода первым обнаружил противника, изготовившегося к контратаке. Огнём из автомата уничтожил пять гитлеровцев. За это 30 апреля 1944 года Указом Президиума Верховного Совета СССР  А. П. Роменский  был награждён  Орденом Славы 3-й степени.
20 августа 1944 года  во время боев в районе населённого пункта Талмаз расчёт 82-мм миномёта во главе с гвардии сержантом А. П. Роменским поразил две пулемётные точки, что позволило стрелковым подразделениям выполнить боевую задачу. 8 октября 1944 года Указом Президиума Верховного Совета СССР А. П. Роменский был награждён Орденом Славы 3-й степени. 1 октября 1968 года Указом Президиума Верховного Совета СССР А. П. Роменский был перенаграждён Орденом Славы 2-й степени.
31 октября 1944 года  командир отделения гвардии сержант А. П. Роменский  в бою за город Кечкемет вместе с подчиненными уничтожил два пулемёта и миномёт противника. В уличных боях огнём из автомата истребил двух вражеских солдат. 4 августа 1944 года Указом Президиума Верховного Совета СССР Н. Б. Сидоров был награждён Орденом Славы 3-й степени. 22 декабря 1944 года Указом Президиума Верховного Совета СССР Н. Б. Сидоров был перенаграждён Орденом Славы 2-й степени.
В 1950 году гвардии старший сержант  А. П. Роменский был демобилизован из рядов Советской армии. В 1951 вновь призван в ряды Советской армии. В 1954 году окончил 10 классов вечерней школы при Севастопольском доме офицеров, в 1955 году экстерном — Второе миномётно-пулемётное училище, в 1961 году — Военно-политическую академию им. В. И. Ленина. В 1966 году А. П. Роменский был уволен в запас в звании подполковника. Работал начальником отдела кадров ГипроНИИмедпрома. В 1977 году А. П. Роменскому было присвоено звание полковник запаса. Умер 19 декабря 1992 года в городе Москва.

## Награды
- Орден Славы I степени (1968)
- Орден Славы II степени (1944)
- Орден Славы III степени (1944)
- Орден Красной Звезды
- Орден Отечественной войны I степени (1985)
- Медаль «За боевые заслуги» (1944)
- Медаль «За победу над Германией в Великой Отечественной войне 1941—1945 гг.»